# Армен Єрицян
Армен Генріхович Єрицян (вірм. Արմեն  Երիցյան; 25 грудня 1960, Єреван — 13 грудня 2016, там же) — вірменський політичний діяч, генерал-майор поліції.

## Життєпис
Народився 25 грудня 1960 року в Єревані.
- 1982—1984 — міліціонер патрульно-постової служби.
- 1986—1990 — інспектор дозвільної системи.
- 1990 — закінчив Волгоградську вищу слідчу школу міліції МВС СРСР.
- 1996 — закінчив аспірантуру Єреванського державного університету.
- 1999 — закінчив докторантуру Академії управління МВС Росії. Доктор юридичних наук.
- З 1996 р. активно займався викладацькою діяльністю: викладає теорію держави і права в університеті імені Ачаряна, у Французькому університеті м. Єревана, в Єреванській філії Московського нового юридичного інституту. Автор семи монографій, трьох збірок міжнародних нормативно-правових актів та 35 наукових статей.
- 1999—2001 — начальник Головного управління по боротьбі з організованою злочинністю МВС Вірменії.
- З 2001 по січень 2002 — заступник міністра внутрішніх справ Вірменії.
- З січня 2002 по 21 квітня 2008 — заступник начальника поліції Вірменії.
- З 21 квітня 2008 року по 15 березня 2010 року — перший заступник начальника поліції Вірменії.
- З 15 березня 2010 по 28 листопада 2014 — міністр з надзвичайних ситуацій Вірменії.
- З 28 листопада 2014 по 24 лютого 2016 — міністр територіального управління з надзвичайних ситуацій Вірменії.
- З 24 лютого 2016 по 13 грудня 2016 — міністр з надзвичайних ситуацій Вірменії.
- Нагороджений орденом «За заслуги перед Вітчизною» 1 ступеня (2016, посмертно)[3], медалями «За бездоганну службу» 1, 2 і 3 ступеня, медаллю «За відвагу» (2000), медалями інших країн. Член ради Правової ради МВС Вірменії (з 1996). Академік МАНПО (2002).

Помер 13 грудня 2016 року в Єревані. Похований в Єреванському міському пантеоні.